# Nematoida
Die Nematoida (von altgriechisch νῆμα nēma, deutsch ‚Faden‘ und Suffix „-oid“; „fadenartig“) sind ein rangloses Taxon, in dem zwei Stämme wurmartiger, wirbelloser Tiere vereint werden, die Fadenwürmer (Nematoda) und die Saitenwürmer (Nematomorpha).

## Merkmale
Die Nematoida haben als gemeinsames Merkmal einen langen, dünnen Körper mit einer Kollagenkutikula und einer Längsmuskulatur. Eine Ringmuskulatur fehlt. Dadurch sind peristaltische Bewegungen nach Art eines Regenwurms unmöglich. Die Tiere bewegen sich durch Wellenbewegungen fort, die bei den Saitenwürmern seitlich von rechts nach links, bei den Fadenwürmer dorso-ventral von oben nach unten erfolgen.
Eine bauchseitige (ventrale) und eine rückenseitige (dorsale) Epidermisleiste wird von je einem Nervenstrang durchzogen. Der Raum zwischen der von der Kutikula überzogenen Längsmuskulatur und dem Darm, das Pseudocoel, ist mit einer Flüssigkeit gefüllt, die unter hohem Druck steht und damit die Funktion eines Hydroskeletts erfüllt.
Ausscheidungsorgane, selbst einfache Protonephriden, sind nicht vorhanden. Die Spermien sind amöboid und haben kein Akrosom.
Allen Nematoida gemeinsam ist eine konstante Anzahl von Zellen für jede Art (Eutelie).